# Iłarion Tarnawski
Iłarion Tarnawski, ukr. Іларіон Тарнавський, pol. Hilary Tarnawski (ur. 1889 we wsi Bykowi, zm. 1940) – ukraiński działacz społeczny i polityczny, poseł na Sejm RP V kadencji (1938–1939).
Urodził się jako syn Aleksego we wsi Bykowi w okolicach Sambora. Był rolnikiem. Działał w organizacji Proswita.
Po wybuchu II wojny światowej i agresji ZSRR na Polskę z 17 września 1939, został aresztowany przez funkcjonariuszy NKWD 21 listopada 1939 w rodzinnej wsi. Był przetrzymywany w więzieniu w Samborze przez trzy miesiące. Został zamordowany przez NKWD prawdopodobnie na wiosnę 1940. Jego nazwisko znalazło się na tzw. Ukraińskiej Liście Katyńskiej opublikowanej w 1994 (został wymieniony na liście wywózkowej 56/2-90 oznaczony numerem 2896). Ofiary tej zbrodni zostali pochowani na otwartym w 2012 Polskim Cmentarzu Wojennym w Kijowie-Bykowni. Biograf Mychajło Kostiw, podał, że Iłarion Tarnawski miał został zamordowany w połowie 1941 w ramach masakr więziennych przeprowadzanych przez NKWD po ataku III Rzeszy na ZSRR po ataku Niemiec na ZSRR
Na wiosnę 1940 jego żona Maria i pięć córek zostały deportowane na obszar obecnego Kazachstanu.